# (8440) Wigeon
(8440) Wigeon (1017 T-3) – planetoida z grupy pasa głównego asteroid okrążająca Słońce w ciągu 4,64 lat w średniej odległości 2,78 au. Odkryta 17 października 1977 roku.